# استراتژی تیغ صورت و تیغه‌ها
استراتژی تیغ صورت و تیغه‌ها، یک مدل کسب‌وکار است که در آن یک کالا به قیمت پایین (یا در بعضی موارد به رایگان) داده می‌شود تا فروش مکمل‌ها و ملحقات آن (مثل پرینتر جوهری و کارتریج جوهر آن، تلفن همراه و قراردادهای مخابراتی آن) یا برنامه‌ها (مثل کنسول‌های بازی و بازی‌های آن) افزایش یابد. لازم به یادآوری است که این روش متمایز از روش بازاریابی رایگان است که در آن مکمل و ملحقات یا سرویس‌های مکمل وجود ندارد.
با وجود این که جمله: «تیغ صورت را به آن‌ها بده، تیغه را بفروش» را به کمپ ژیلت، مخترع تیغ‌های صورت دورریختنی ژیلت و بنیانگذار شرکت تیغ امن ژیلت نسبت می‌دهند، ولی در واقع ژیلت اولین شخصی نیست که از این استراتژی استفاده کرده‌است.